# 台湾人と日本精神
『台湾人と日本精神』（たいわんじんとリップンチェンシン）は、2000年に日本教文社から出版された蔡焜燦（さいこんさん）の著書である。

## 概要
1927年、日本統治下の台湾に生まれた際の日本に対する思いがつづられている。当時の台湾において、教育・社会的インフラ・法律等が急速に近代化され台湾に恩恵をもたらした。その中で活躍した日本人で、いまだに多くの台湾人に尊敬されている者も数多くいる。太平洋戦争後に占領した国民党は、日本が残していった数多くのすばらしい遺産を台湾人から奪いさり私腹を肥やしただけであると、自らの戦前・戦中・戦後史と共に述べられている。また、司馬遼太郎との関わりや、小林よしのりの『台湾論』出版が台湾にもたらした影響等が述べられている。
- 第1章 台湾の恩人・司馬遼太郎
- 第2章 台湾近代化の礎を築いた日本統治時代
- 第3章 「二つの祖国」―「戦争」そして「終戦」
- 第4章 "祖国"の裏切り
- 第5章 日本人よ胸を張りなさい
- 第6章 『台湾論』その後

## 詳細
- 台湾は日本の植民地ではなく内地の延長・領土であった。植民地という言葉は戦後に出てきたものである(文庫・P52)。
- 戦前の日本の教育水準は非常に高く、教師達は情熱と愛情を持って台湾に教育を普及させていった(文庫・P80)。
- 台湾では、いまでも「日本精神」=リップンチェンシンは、「勤勉で正直で約束を守る」事を意味する(文庫・P86)。
- 日本統治時代、台湾籍児童が通う「公学校」と内地籍児童が通う「小学校」の違いは、差別ではなく日本語能力にハンディキャップがあったためであり、日本語が達者な子供は台湾籍であっても「小学校」に通うこともできた(文庫・P87)。
- 台湾では創氏改名は許可制であった。また、日本名でなくてもなんの不自由もなかった(文庫・P118)。
- 現在語られているような慰安婦の強制連行は無かった(文庫・P138)。
- 戦後、台湾帰国直後に中華民国軍を見た時、その軍紀の悪さに驚いた(文庫・P149)。
- 中華民国接収後、台湾社会は急速に腐敗した(文庫・P161)。
- 中華民国統治後の地獄のような時代は、つい最近までの40年間続いた(文庫・P183)。
- 小林よしのりの『台湾論』（新ゴーマニズム宣言スペシャル・台湾論）に対する台湾での批判は、主要マスコミを牛耳る外省人の情報操作である(文庫・P269)。

## 騒動
小林よしのりの『台湾論』（新ゴーマニズム宣言スペシャル・台湾論）騒動の余波を受け、販売が好調であったにもかかわらず日本教文社（生長の家系の出版社）から発行中止となった。その後、文庫化・大幅加筆して小学館より再出版された。親日的かつ台湾の日本統治に対する肯定的な内容のため、一部の親中派論陣より激しい批判を受けている。

## 出版
- 台湾人と日本精神（リップンチェンシン）―日本人よ胸を張りなさい 日本教文社 (2000/07) ISBN 978-4531063499
- （同文庫・加筆版） 小学館 (2001/08) ISBN 978-4094024166